# Jez v Bartošovicích
Jez v Bartošovicích je jez na řece Odra, severo-severozápadně od obce Bartošovice v údolí Moravské brány v okrese Nový Jičín v Moravskoslezském kraji.

## Další informace
Jez v Bartošovicích se nachází na 50,9 km řeky Odry. Je železobetonový, má výšku 3,5 m a délku 21 m. Jez není sjízdný, avšak obnášení lodí vodáků je možné po obou stranách, v podjezí jsou kameny. Na pravém břehu řeky je jako součást jezu vybudován náhon blízkého Bartošovického mlýna. V náhonu je malá vodní elektrárna s jednou turbínou s roční výrobou 0,423 GWh elektrické energie.

## Galerie

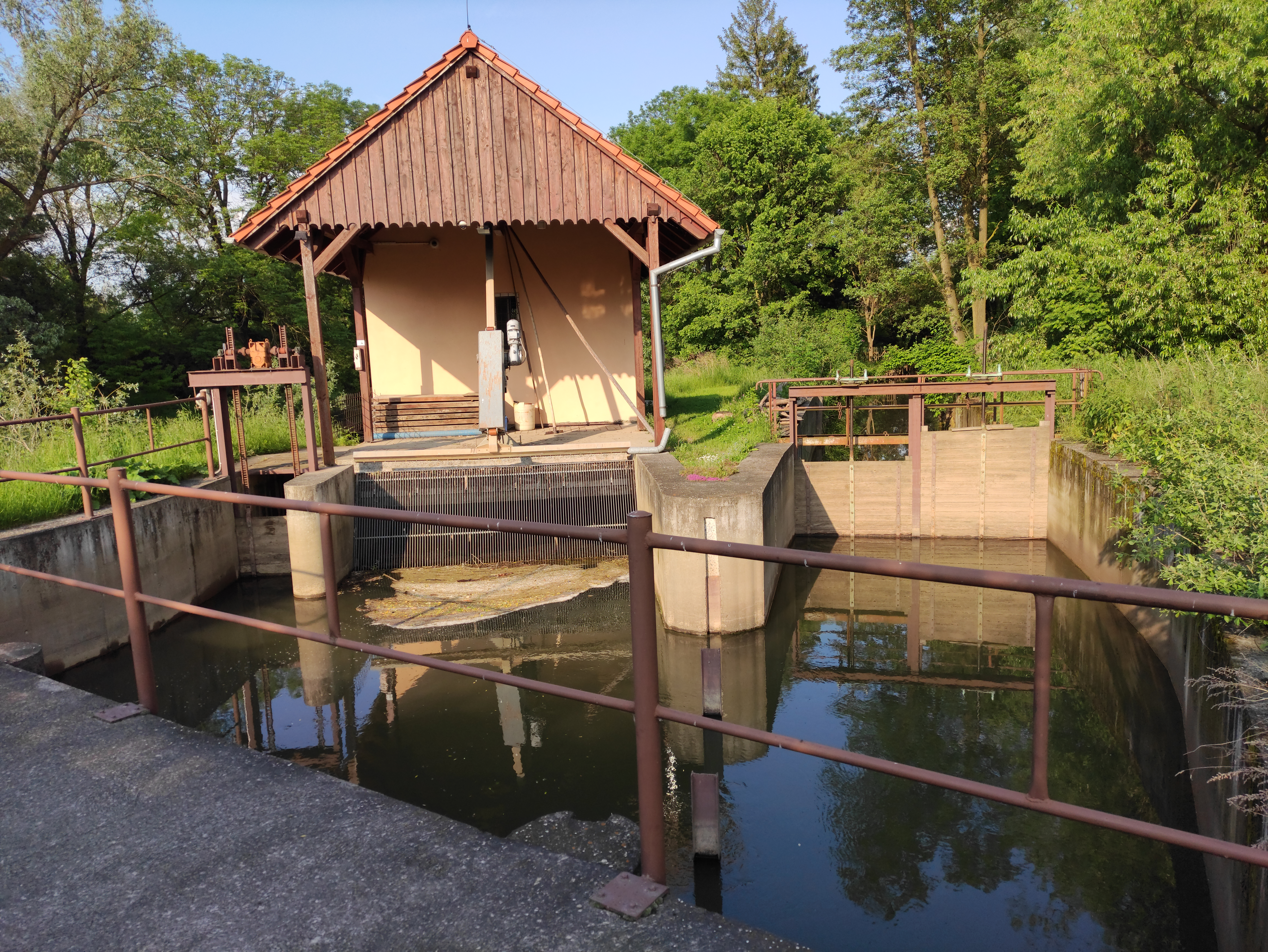